# Bodfach
Bodfach é um hamlet situado na comunidade de Llanfyllin, Powys, Gales. Estando a 144 km de Cardife e a 257 km da capital do Reino Unido, Londres.
A Propriedade de Bodfach remonta-se em 1160, quando Einion Efell herdou a terra de seu pai Madog ap Maredudd, Príncipe de Powys, na sequência da destruição do castelo de mota Tomen Allt que ficava na colina acima de Bodfach.A Woodland Trust, em parceria com os proprietários de terras, implantaram várias novas árvores como parte de um projeto para restaurar o caráter da antiga paisagem real.